# Eyeworks
Eyeworks är ett internationellt filmproduktionsbolag, med säte i Nederländerna som grundades av Reinout Oerlemans. Bolaget är verksamt i Nederländerna, Belgien, Tyskland, Schweiz , Sverige, Norge, Danmark, Argentina, Brasilien, Chile, Spanien, Portugal, Italien, USA, Nya Zeeland, Australien och Storbritannien.
I Sverige har företaget producerat TV-programmen Besswisser, Den stora resan, Lotta på Liseberg, Kristallen, Postkodmiljonären, Full Bricka, Bingolotto, Postkodlotteriet, Postkodkampen, Postkodlotteriets 50-50, Jag vet vad du gjorde förra lördagen, Plastikturisterna, Årets kock, Årets tv-tittare, Sveriges smartaste barn och TV-filmerna om Maria Wern.
I Sverige har bolaget två kontor, ett i Stockholm och ett i Göteborg där man även har egna inspelningsstudior. Eyeworks startade sin verksamhet i Sverige då man tog över företaget Nova TV.
I juni 2014 blev det klart att den amerikanska mediekoncernen Warner Bros tagit över Eyeworks i sin helhet. 